# Condado de Prowers
El condado de Prowers (en inglés: Prowers County), fundado en 1889, es uno de los 64 condados del estado estadounidense de Colorado. En el año 2000 tenía una población de 14 483 habitantes con una densidad poblacional de 3 personas por km². La sede del condado es Lamar.

## Geografía
Según la Oficina del Censo, el condado tiene un área total de 4259 km² (1644,4 mi²), de la cual 4249 km² (1640,5 mi²) es tierra y 10 km² (3,9 mi²) (0.24%) es agua.

### Condados adyacentes
- Condado de Kiowa - norte
- Condado de Greeley - noreste
- Condado de Hamilton - este
- Condado de Stanton - sureste
- Condado de Baca - sur
- Condado de Bent - oeste

## Demografía
En el 2000 la renta per cápita promedia del condado era de $29 935, y el ingreso promedio para una familia era de $34 202. En 2000 los hombres tenían un ingreso per cápita de $24 971 versus $20 526 para las mujeres. El ingreso per cápita para el condado era de $14 150. Alrededor del 19.50% de la población estaba bajo el umbral de pobreza nacional.

## Ciudades y pueblos
- Granada
- Hartman
- Holly
- Lamar
- Wiley